# ارتوین چارنفسکی
ارتوین چارنفسکی (انگلیسی: Ortwin Czarnowski؛ زادهٔ ۲۱ ژوئیهٔ ۱۹۴۰) دوچرخه‌سوار اهل آلمان است.